# Плоскоклюн брегобегач
Плоскоклюният брегобегач (Calidris falcinellus) е птица от семейство Бекасови.
Среща се и в България.